# Джиффленга
Джиффленга, Джиффленґа (італ. Gifflenga, п'єм. Giflenga) — муніципалітет в Італії, у регіоні П'ємонт,  провінція Б'єлла.
Джиффленга розташована на відстані близько 530 км на північний захід від Рима, 65 км на північний схід від Турина, 19 км на південний схід від Б'єлли.
Населення — 123 особи (2014).
Щорічний фестиваль відбувається 11 листопада. Покровитель — святий Петро.

## Демографія
Населення за роками:

Станом на 1 січня 2023 року в муніципалітеті офіційно проживав 1 іноземець (громадянин Великої Британії).

## Сусідні муніципалітети
- Буронцо
- Кастеллетто-Черво
- Моттальчіата